# Emotionele intelligentie

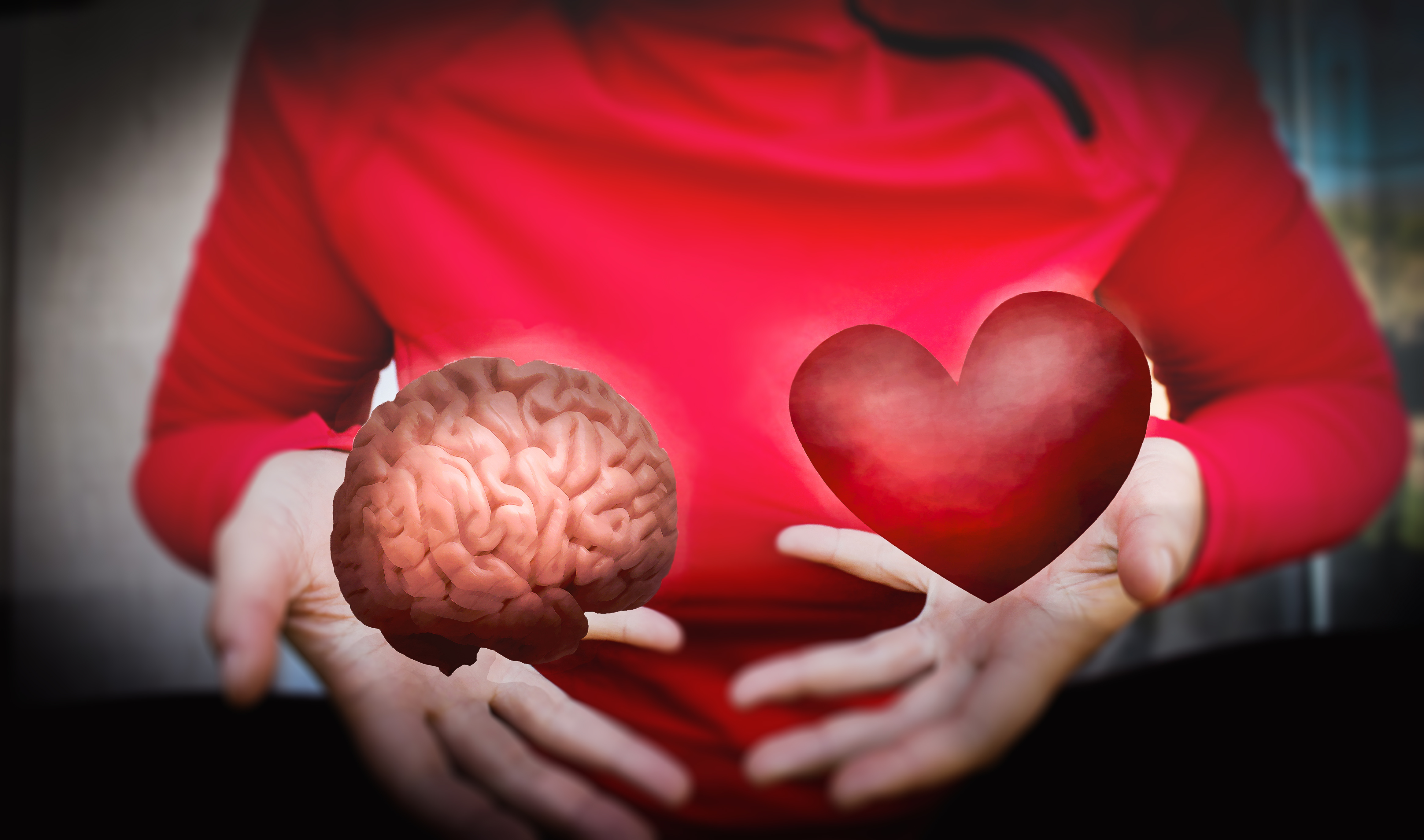
Emotioneel of rationeel?

Emotionele intelligentie is een maat voor emotionele vaardigheid, gemeten met de index EQ. EQ is een aanvulling van het traditionele intelligentiequotiënt (IQ).
Het EQ wordt algemeen gebruikt om te achterhalen in welke mate mensen emotioneel vaardig zijn door middel van expressie, zelfkennis en empathisch vermogen en die hierdoor 'maatschappelijk succes' kunnen bewerkstelligen. Men kan echter de discussie aangaan wat precies verstaan wordt onder 'maatschappelijk succes' en wie dit bepaalt.

## EQ-eigenschappen
De vijf belangrijkste EQ-eigenschappen zijn:
1. Zelfkennis. Mensen met een hoog EQ hebben het vermogen om de eigen denkwijze, mogelijkheden en onmogelijkheden te kunnen inschatten en daar conclusies uit te trekken.
2. Optimisme. Mensen met een hoog EQ denken positief over hun eigen mogelijkheden en laten zich niet snel uit het veld slaan.
3. Kunnen afzien. Mensen met een hoog EQ kunnen het opbrengen om te werken aan iets wat ze op lange termijn willen.
4. Empathie. Mensen met een hoog EQ kunnen zich goed verplaatsen in de gevoelens van anderen.
5. Sociale vaardigheden. Mensen met een hoog EQ kunnen goed met zowel bekenden als vreemden omgaan.

Het wordt ook wel omschreven als de 'interpersoonlijke en intrapersoonlijke intelligentie tezamen' (zie Howard Gardner).

## EQ-test
Een EQ-test probeert een antwoord te geven op vragen als:
- hoe gaat iemand om met de emoties van zichzelf of de anderen?
- hoe reageert iemand op situaties waaraan hij of zij niets kan veranderen?

Hoewel het onduidelijk is wat een EQ-test precies meet, komt het er grofweg op neer dat iemand met een bijzonder laag EQ als eigengereid kan worden omschreven, terwijl iemand met een hoog EQ conformistischer is aangelegd. EQ-voorvechters beweren dat iemand met een hoog EQ empathischer en daarom succesvoller is. Critici van de doctrine betwisten niet dat mensen met een hoog EQ maatschappelijk succesvoller kunnen zijn, maar stellen dat dit meer te maken heeft met een amorele meeloper-mentaliteit dan met empathie. Tevens is het niet bewezen of men met een hoog of laag EQ wordt geboren en wat de waarschijnlijke invloeden van factoren als cultuur, socio-economische status en opvoeding zijn. Met andere woorden is er geen eensgezinde mening over het feit dat emotionele intelligentie dan wel een aangeboren potentie is die verschillend is bij elk uniek geboren kind, dan wel een vaardigheid die ontwikkeld wordt gedurende de opvoeding.
De waarde van een EQ-test is, meer nog dan die van een IQ-test, omstreden. Het EQ is geen exact meetbare eigenschap. Het correct gebruik van een EQ-test bestaat er daarom in dat men moet nagaan hoe de personen die goed scoren op de werkvloer scoren op de EQ-test. Verdere kritiek spitst zich toe op twee zaken. In de eerste plaats dat een EQ-test niet zozeer een vermogen of begaafdheid meet, zoals bij gebruikelijke intelligentietests het geval is, maar eerder een morele eigenschap. In de tweede plaats dat de EQ test niet veel toevoegt aan bestaande persoonlijkheidstests zoals de Big Five.
Ook zijn er meetproblemen: sommige instrumenten die EQ-competenties meten, leveren enkel betrouwbare resultaten op als ze gebruikt worden volgens een 360° feedback methode. Deze methode, waarbij ook collega's gevraagd wordt om het gedrag van de geteste persoon in te schatten, is per definitie niet bruikbaar bij personeelsselectie, maar enkel bij assessment van werknemers die reeds enige tijd in dienst zijn. Het is daarom meer aangewezen om bij personeelsselectie de attitude van medewerkers te testen.

## EQ-tests bij personeelsselectie
EQ-tests worden nog steeds gebruikt als onderdeel van personeelsselectie. Daarbij staat voorop dat niet alleen kennis maar ook empathie belangrijk is voor het succesvol functioneren in een organisatie. Logische beslissingen botsen immers vaak met emoties, spanningen en gevoeligheden.
Volgens sommigen is de achterliggende gedachte bij het gebruik van het EQ voor personeelsselectie dat werknemers vaak gefrustreerder zijn over het feit dat leidinggevenden niet tonen dat ze naar hen willen luisteren en hen willen begrijpen, dan over het feit dat ze hun zin niet krijgen. Volgens anderen zal een goede EQ-competentietest 50% of zelfs meer van het functioneren van werknemers voorspellen, en vertonen hogere leidinggevenden een beduidend hogere score op vragenlijsten die EQ-competenties meten.